# Chiostro di Santa Lucia al Monte
Il Chiostro di Santa Lucia al Monte è un chiostro monumentale di Napoli ubicato in via Santa Lucia al Monte.
Di impianto cinquecentesco, fu fondato dai Minori Conventuali Riformati.
È il più piccolo chiostro esistente, con due arcate per lato.
Degni di nota sono i due stemmi gentilizi sotto il porticato nord e alcuni resti di affreschi.
Oggi il chiostro è integrato in una struttura alberghiera.